# 五磷酸镨
五磷酸镨是一种无机化合物，化学式为PrP5O14，它是镨的磷酸盐之一。它可以以P21/c空间群结晶。它可以十一氧化六镨为原料，酸溶后再用碱沉淀出氢氧化镨后，和磷酸在高温反应得到。它被用于研究Pr3+的光学性质。